# 763 (szám)
A 763 (római számmal: DCCLXIII) egy természetes szám, félprím, a 7 és a 109 szorzata.

## A szám a matematikában
A tízes számrendszerbeli 763-as a kettes számrendszerben 1011111011, a nyolcas számrendszerben 1373, a tizenhatos számrendszerben 2FB alakban írható fel.
A 763 páratlan szám, összetett szám, azon belül félprím, kanonikus alakban a 71 · 1091 szorzattal, normálalakban a 7,63 · 102 szorzattal írható fel. Négy osztója van a természetes számok halmazán, ezek növekvő sorrendben: 1, 7, 109 és 763.
A 763 négyzete 582 169, köbe 444 194 947, négyzetgyöke 27,62245, köbgyöke 9,13780, reciproka 0,0013106. A 763 egység sugarú kör kerülete 4794,07039 egység, területe 1 828 937,854 területegység; a 763 egység sugarú gömb térfogata 1 860 639 443,0 térfogategység.